# Восточно-Гренландское течение
Восточно-Гренландское течение — холодное течение Северного Ледовитого океана.
Протекает в южном направлении вдоль восточного — а после того как огибает южную оконечность Гренландии и западного берега Гренландии. Круглый год Восточно-Гренландское течение несёт льды арктического бассейна, в летние месяцы и айсберги.
Скорость течения колеблется от 0,9 до 1,2 км/ч. Солёность воды 32,0—33,0 ‰. Температура воды летом до 2,4 °C.